# گروسنشتاین
گروسنشتاین (به آلمانی: Großenstein) یک شهر در آلمان است که در گرایتس واقع شده‌است. گروسنشتاین ۱٬۳۹۵ نفر جمعیت دارد.